# Ilya Bolotowsky

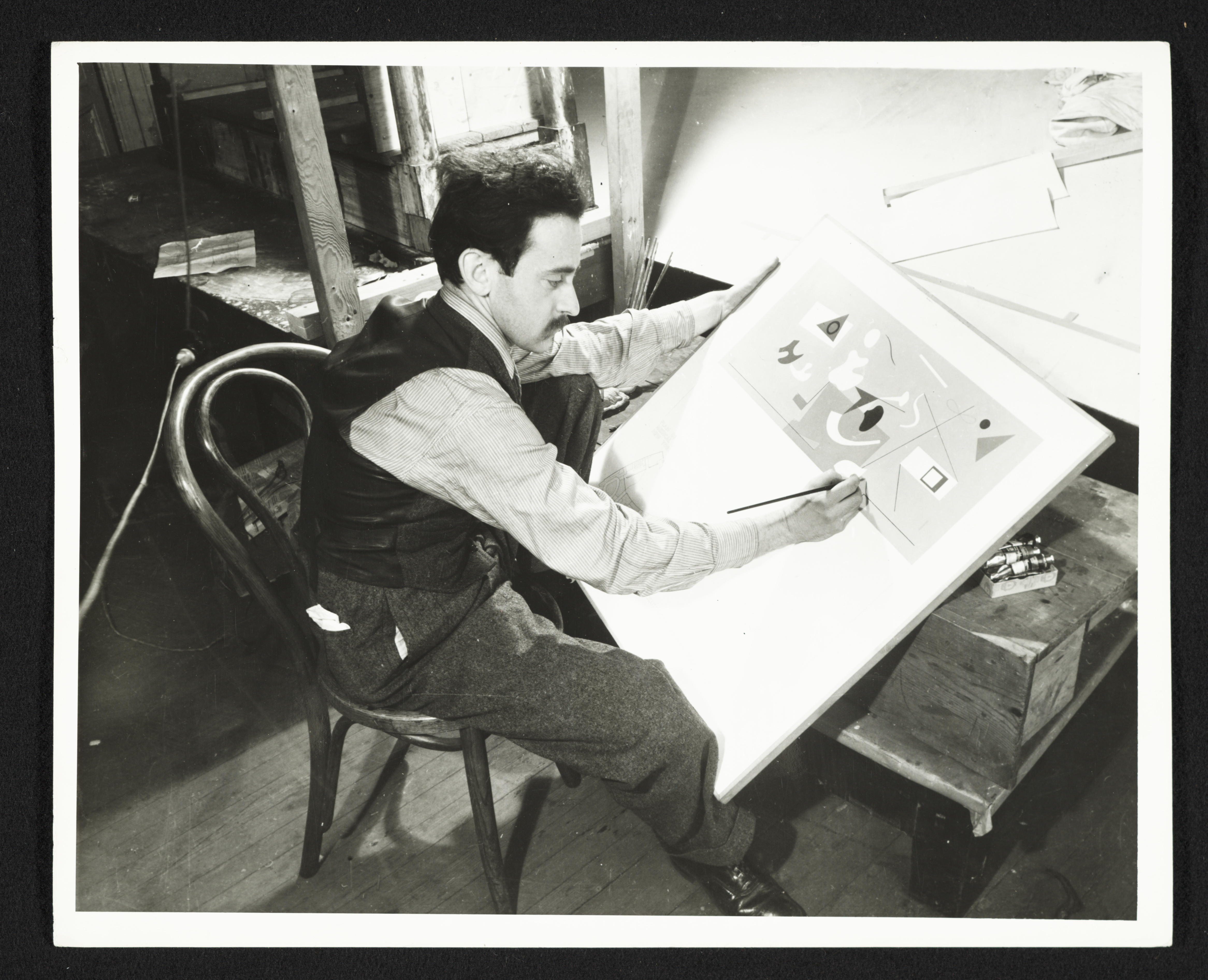
Ilya Bolotowsky, 1939

Ilya Bolotowsky (russisch Илья Юльевич Болотовский; * 1. Juli 1907 in Sankt Petersburg, Russland; † 22. November 1981 in New York City) war ein russisch-amerikanischer Maler, bekannt für seine abstrakten und geometrischen Werke. Sein Werk war stark von Piet Mondrian beeinflusst.

## Leben
Ilya Bolotowsky emigrierte 1923 nach New York und wurde 1929 amerikanischer Staatsbürger. Von 1924 bis 1930 studierte er an der National Academy of Design. 1930 hatte Ilya Bolotowsky seine erste Einzelausstellung in den G.R.D. Studios in New York. Während einer Europareise 1932 begann er sich für den kubistischen Stil von Pablo Picasso und Fernand Léger zu interessieren. Anfang der 1930er Jahre schloss er sich der Gruppe The Ten an, der Künstler wie Louis Schanker, Adolph Gottlieb, Mark Rothko und Joseph Solman angehörten und die Abstraktion als Ausdrucksmittel erprobten.
In seinen frühen Werken formte Ilya Bolotowsky abstrakte Bilder, indem er biomorphe und geometrische Elemente kombinierte, die sowohl von Joan Miró als auch von dem russischen Konstruktivisten Kasimir Malewitsch inspiriert waren. Dieser Stil ist besonders charakteristisch für Bolotowskys Wandmalerei für das Williamsburg Housing Project in New York, eine der ersten abstrakten Wandmalereien im Rahmen des Federal Art Project.

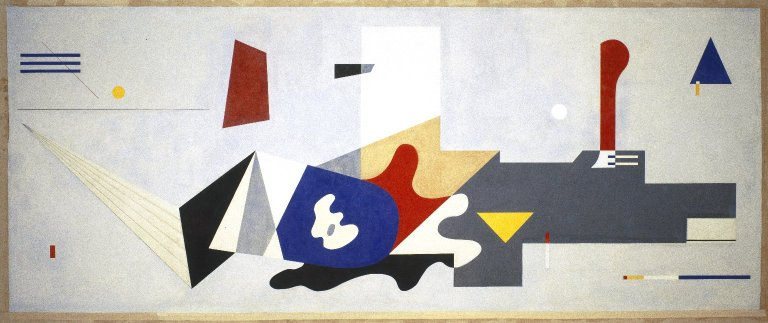
Untitled (zu den Wandmalereien des Williamsburg Housing Project), 1936. Brooklyn Museum

1936 gehört Bolotowsky zu den Gründungsmitgliedern der American Abstract Artists, einer New Yorker Organisation, die sich gegen den Realismus und für ungegenständliche, auf reinen Formen und Farben basierende Themen einsetzt. 1940 zog Piet Mondrian nach New York, und es war die reine geometrische Abstraktion des älteren Künstlers, die Ilya Bolotowskys Kunst tief beeinflusste. Mondrians stilistische Klarheit unterstützte Bolotowsky in seinem Bestreben, seine Bilder von jedem direkten Bezug zur Natur zu befreien und universelle Gleichgewichte zu erforschen. Im Gegensatz zu Mondrian beschränkte sich Bolotowsky in seiner Malerei jedoch nicht auf die Primärfarben, sondern betonte eine Vielfalt von Farben und geometrischen Formen.
Während des Zweiten Weltkriegs arbeitete Bolotowsky einige Zeit als Übersetzer in Alaska. Als er 1946 in die „Lower 48“ zurückkehrte, unterrichtete er am Black Mountain College, einer bedeutenden Kunsthochschule in North Carolina, als Nachfolger von Josef Albers, der ein Sabbatjahr genommen hatte. Er blieb dort bis 1948 und nahm dann Lehraufträge an anderen Schulen an, darunter die University of Wyoming, das State Teacher's College, New Paltz, New York, die University of Wisconsin, Whitewater, und in den 1960er Jahren unterrichtete er Geisteswissenschaften und Bildende Kunst am Campus der Long Island University in Southampton, New York. 1974 hatte Bolotovsky seine erste Einzelausstellung im Guggenheim Museum in New York. Ilya Bolotowsky verstarb 1981 in New York.

## Werk
Ilya Bolotowsky wurde stark von Piet Mondrian und der De-Stijl-Bewegung beeinflusst. Seine Arbeiten zeichnen sich durch die Verwendung horizontaler und vertikaler Linien sowie einer Palette aus Primärfarben und neutralen Tönen aus. 1936 war er Mitbegründer der American Abstract Artists, einer Gruppe zur Förderung abstrakter Kunst. Sein Wandgemälde für das Williamsburg Housing Project in Brooklyn war eines der ersten abstrakten Wandgemälde im Rahmen des Federal Art Project. In den 1960er Jahren begann er, dreidimensionale Werke zu schaffen, oft in Form von Säulen und anderen geometrischen Formen.